# Отворено првенство Ченаја у тенису 2013.
Отворено првенство Ченаја у тенису 2013 (познат и под називом 2013 Aircel Chennai Open) је био тениски турнир који припада АТП 250 категорији у сезони 2013, који се играо на тврдој подлози. То је било 18. издање турнира који се одржао у Ченају у Индији на СДАТ тениском стадиону од 31. децембра 2012. — 6. јануара 2013.

## Распоред поена
| Конкуренција | П   | Ф   | ПФ | ЧФ | 2К | 1К  | КВ  | КВ3 | КВ2 | КВ1 |
| Појединачна  | 250 | 150 | 90 | 45 | 20 | 0   | 12  | 6   | 0   | 0   |
| Парови       | 250 | 150 | 90 | 45 | 0  | Н/Д | Н/Д | Н/Д | Н/Д | Н/Д |

## Главни жреб појединачне конкуренције

### Носиоци
| Држава | Играч              | Позиција1 | Носилац |
| ------ | ------------------ | --------- | ------- |
| ЧЕШ    | Томаш Бердих       | 6         | 1       |
| СРБ    | Јанко Типсаревић   | 9         | 2       |
| ХРВ    | Марин Чилић        | 15        | 3       |
| ШВА    | Станислас Вавринка | 17        | 4       |
| ФРА    | Беноа Пер          | 47        | 5       |
| ХОЛ    | Робин Хасе         | 56        | 6       |
| TPE    | Лу Јен-сјун        | 59        | 7       |
| ЈАП    | Го Соеда           | 60        | 8       |

- 1 Позиције од 24. децембра 2012.

### Други учесници
Следећи играчи су добили специјалну позивницу за учешће у појединачној конкуренцији:
- Томаш Бердих
- Јуки Бамбри
- Сомдев Деварман

Следећи играчи су ушли на турнир кроз квалификације:
- Пракаш Амритраж
- Рубен Бемелманс
- Раџив Рам
- Седрик-Марсел Штебе

## Главни жреб конкуренције парова
| Држава | Играч         | Држава | Играч              | Позиција1 | Носиоци |
| ------ | ------------- | ------ | ------------------ | --------- | ------- |
| ИНД    | Махеш Бупати  | КАН    | Данијел Нестор     | 16        | 1       |
| ИНД    | Леандер Паес  | ФРА    | Едуар Роже-Васелен | 46        | 2       |
| ИНД    | Рохан Бопана  | САД    | Раџив Рам          | 56        | 3       |
| GBR    | Џејми Делгадо | GBR    | Кен Скупски        | 112       | 4       |

- 1 Позиције од 24. децембра 2012.

## Шампиони

### Појединачно
Јанко Типсаревић је победио  Баутисту Агутаа са 3–6, 6–1, 6–3
- Типсаревићу је ово била једина титула у сезони и четврта у каријери.

### Парови
- Бенoа Пер /  Станислас Вавринка су победили  Андре Бегемана /  Мартина Емрихаа са 6–2, 6–1
- Перу је ово била једина титула у сезони и прва у каријери.
- Вавринки је ово била једина титула у сезони и друга у каријери.